# Фильцер, Гавриил Абрамович
Гавриил Абрамович Фильцер (1896, Александровск, Екатеринославская губерния — ?) — советский инженер, металловед, лауреат Сталинской премии (1946).

## Биография
Родился в Александровске в семье фотографа Абрама (Авраама) Абрамовича Фильцера (1867—1951), владельца фотоателье на Тургеневской улице; мать — Ревекка (Ривка) Абрамовна Фильцер (1869—1959).
В 1930-е гг. заведующий лабораторией на 1-м государственном автомобильном заводе имени Сталина (ЗиС).
В 1936 г. создал автоматический многоточечный терморегулятор и с помощью И. А. Лихачёва организовал серийный выпуск гальванометров в своей лаборатории.
После войны — научный сотрудник Центральной лаборатории автоматики Министерства чёрной металлургии СССР.
Кандидат технических наук (1938), доцент.
Преподавал в МАТИ на кафедре «Термическая обработка» (с 1953 г. «Металловедение и технология термической обработки металлов»).
Автор учебных пособий и статей:
- Металловедение [Текст] / Г. А. Фильцер. — Москва : Заоч. пром. акад., 1930 (типо-лит. Центросоюза). — 1 бр.; 26х17 см. — (Металлообрабатывающий цикл/ Центр. ин-т заоч. обуч. ВСНХ СССР. Заоч. пром. акад.). Вып. [1]: Физические свойства металлов [Текст]. — 1930. — 28 с. : ил., черт.
- Черчение. Задание 1-8 [Текст] : Курс ведет Г. А. Фильцер / ВСНХ СССР. Промышл. акад. Заоч. курсы; [Отв. ред. Б. Г. Жданов]. — Москва : Заочные курсы Промакад. ВСНХ СССР, 1929 (Мосполиграф, 10-я тип. «Заря коммунизма»). — 6 бр.; 34х22 см.
- Фильцер Г. А. Многоточечный терморегулятор. За промышл. кадры, 1936 , No 2 , стр . 72-76.

Авторские свидетельства:
- Устройство для [автоматического] регулирования. Авт. свид. 56033, кл. 47g2 ; 10, 1939, 30/XI, НКОМаш, авторы Г. А. Фильцер и В. Ю. Каганов. «Бюлл. Бюро поел. per. изобр.», 1939, XI, № 11, стр. 30.
- Устройство для [автоматического] регулирования температуры. Авт. свид. 56034, к л. 47g2 , 10, 1939, 30/XI, НКОМаш, автор Г. А. Фильцер. «Бюлл. Бюро поел. per. изобр.», 1939, XI, № 11, стр. 31.

Лауреат Сталинской премии (1946) — за разработку и внедрение приборов автоматического управления мартеновскими и доменными процессами.
Племянники — шахматист Ф. М. Фильцер и искусствовед А. М. Фильцер.